# Opus Clavicembalisticum
Opus Clavicembalisticum (1929-30) é a mais famosa obra para piano do compositor britânico Kaikhosru Shapurji Sorabji. Esta é considerada por muitos pianistas a peça mais difícil de ser executada, tanto por sua complexidade e dificuldade, quanto por sua duração: são necessárias de 4 a 5 horas para que seja tocada por inteiro.
Opus Clavicembalisticum está dividida em doze partes:
1. Introito
2. Preludio Corale
3. Fuga I quatuor vocibus
4. Fantasia
5. Fuga II Duplex (a Due Soggetti)
6. Interludium Primum (Thema cum XLIV Variationibus)
7. Cadenza I
8. Fuga Tertia Triplex (a Tre Soggetti)
9. Interludium Alterum (Toccata. Adagio. Passacaglia cum LXXXI Variationibus)
10. Cadenza II
11. Fuga IV Quadruplex (a Quattro Soggetti)
12. Coda-Stretta

A primeira apresentação foi realizada pelo próprio Sorabji em 1930. A segunda, porém, ocorreu muito tempo depois: apenas em 1982 pelo pianista australiano Geoffrey Douglas Madge.